# Marco Sciaccaluga
Marco Sciaccaluga est un metteur en scène et acteur de théâtre italien, né le 21 août 1953 à Gênes où il est mort le 10 mars 2021.

## Biographie
Formé à l'école de théâtre du Teatro Stabile de Gênes, dont il sort diplômé en 1972 et participe à l'expérience de la coopérative Teatro Aperto avec Gianni Fenzi, Franco Carli et Antonello Pischedda. Il débute comme assistant de Luigi Squarzina et s'établit en tant que metteur en scène à l'âge de 22 ans, avec Equus de Peter Shaffer. Son fils, Carlo Sciaccaluga, est aussi acteur et metteur en scène.

## Théâtre

### Mise en scène
- The Royal Pardon (Il perdono reale) de John Arden et Margaretta D'Arcy, 1974
- Equus de Peter Shaffer, 1975
- Il complice de Friedrich Dürrenmatt, 1977
- Les Femmes savantes de Molière, 1978
- Amore in campagna, d'Anton Tchekhov, 1978
- Fremendo, tra le lacrime, sul punto de morire! d'Anton Tchekhov, 1979
- La bocca del lupo d'Arnaldo Bagnasco, Lucia Bruni, Giuseppe D'Agata, par Remigio Zena, 1980
- Loups et Brebis (Lupi e pecore) d'Alexandre Ostrovski, 1980
- She Stoops to Conquer (en) (E lei per conquistar si sottomette) d'Oliver Goldsmith, 1981
- I due gemelli rivali de George Farquhar, 1982
- La Cruche cassée de Heinrich von Kleist, 1982
- Le lettere di Lewis Carroll de Masolino D'Amico, Spoleto, 1983
- Le Père d'August Strindberg, 1983
- Rosmersholm de Henrik Ibsen, 1984
- L'onesto Jago de Corrado Augias, Venise, 1984
- Borges, autoritratto del mondo de Carlo Repetti, 1985
- L'Alcalde di Zalamea de Pedro Calderón de la Barca, 1985
- La Nuit des rois de William Shakespeare, 1985
- Retrò d'Aleksandr Galin, 1985
- Suzanna Andler de Marguerite Duras, 1986
- Les Exilés de James Joyce, 1986
- Mort d'un commis voyageur d'Arthur Miller, 1986
- L'Honnête Fille (La putta onorata) de Carlo Goldoni, 1987
- La Bonne Épouse (La buona moglie) de Carlo Goldoni, 1987
- Concerti in prosa, divers auteurs, Spoleto, 1987
- Beckett concerto de Samuel Beckett, Asti, 1987
- L'egoista de Carlo Bertolazzi, 1987
- La storia di Ninì, de Vasco Pratolini, 1987
- Inverni de Carlo Repetti par Silvio D'Arzo, 1988
- Don Juan in Hell (en) (Don Giovanni all'inferno) de George Bernard Shaw, Volterra, 1988
- Pane altrui de Ivan Tourgueniev, 1988
- Arden de Faversham d'un anonyme élisabéthain, 1988
- Les Physiciens de Friedrich Dürrenmatt, 1989
- Ti amo, Maria! de Giacomo Manfridi, 1990
- Comme il vous plaira de W. Shakespeare, Verona, 1990
- Ritratto di un pianeta de Friedrich Dürrenmatt, 1990
- Henri IV de Luigi Pirandello, 1990
- Caro Bon Bon, par Italo Svevo, 1991
- Re Cervo de Carlo Gozzi, 1991
- Dittico coniugale de Jules Renard, Spoleto, 1991
- Six Personnages en quête d'auteur de Luigi Pirandello, Rotterdam, 1991
- Cyrano de Bergerac d'Edmond Rostand, 1992
- Roberto Zucco de Bernard-Marie Koltès, 1992
- La Mégère apprivoisée de William Shakespeare, Verona, 1992
- Giù dal monte Morgan d'Arthur Miller, 1993
- La Famille de l'antiquaire de Carlo Goldoni, 1993
- Le Revizor de Nicolas Gogol, 1993
- La Résistible Ascension d'Arturo Ui de Bertolt Brecht, 1994
- Zeno e la cura del fumo de Tullio Kezich par Italo Svevo, 1994
- Lapin Lapin de Coline Serreau, 1995
- Ivanov d'Anton Tchekhov, 1996
- Un mois à la campagne d'Ivan Tourgueniev, 1996 (aussi acteur)
- Rumori fuori scena de Michael Frayn, 1997
- Les Fausses Confidences de Marivaux (aussi acteur), 1998
- L'Éventail de Lady Windermere d'Oscar Wilde, 1998 (aussi acteur)
- Phèdre de Jean Racine, 1999
- Le tigri de Gian Piero Bona (it), 1999
- The Cripple of Inishmaan (en) (Lo storpio di Inishmaan) de Martin McDonagh, 1999
- Dom Juan ou le Festin de Pierre de Molière, 2000
- Der Totmacher de Romuald Karmakar et Michael Farin, 2001
- The Blue Room de David Hare, 2001
- La Bonne Âme du Se-Tchouan de Bertolt Brecht, 2002
- Un ennemi du peuple (Un nemico del popolo) d'Arthur Miller, d'après l'œuvre du même nom d'Henrik Ibsen, 2002
- Mère Courage et ses enfants de Bertolt Brecht, 2002
- Hélène d'Euripide, Vicenza, 2003
- Il tenente di Inishmore de Martin McDonagh, 2004
- Ajax de Sophocle, 2004
- Galois de Luca Viganò, 2005
- L'Illusion comique de Corneille, 2005
- Mort d'un commis voyageur d'Arthur Miller, 2005
- Le Marchand de Plaute, 2006
- Holy Day d'Andrew Bovell, 2006
- La Mandragore de Niccolò Machiavel, 2006
- Svet. La luce splende nelle tenebre de Léon Tolstoï, 2007
- Phèdre de Jean Racine, Spalato, 2007
- L'Agent secret (L'agente segreto) de Joseph Conrad, 2008 (aussi acteur)
- Le Roi Lear de William Shakespeare, 2008
- A corpo morto de Vittorio Franceschi, 2009
- En attendant Godot de Samuel Beckett, 2009
- Les Exilés (Esuli) de James Joyce, 2010
- Mesure pour mesure de William Shakespeare, 2010
- Il Tartufo de Molière, Zagabria, 2010
- Le Retour (Il ritorno a casa) de Harold Pinter, 2011
- La Moscheta (it) de Ruzzante, 2011
- L'École des femmes de Molière, 2012
- Œdipe roi de Sophocle, 2012
- Il gioco dei re de Luca Viganò, 2013
- I ragazzi irresistibili de Neil Simon, 2013
- Le Tartuffe ou l'Imposteur de Molière, 2014
- Il sindaco del rione Sanità de Eduardo de Filippo, 2014
- Le Mariage de monsieur Mississippi (Il matrimonio del signor Mississippi) de Friedrich Dürrenmatt, 2015
- Minetti de Thomas Bernhard, 2015
- Cabale et Amour de Friedrich Schiller, 2016
- La Nuit des rois de William Shakespeare, 2016
- La Mouette d'Anton Tchekhov, 2017
- L'esecuzione de Vittorio Franceschi, 2017
- John Gabriel Borkman de Henrik Ibsen, 2018
- Hamlet de William Shakespeare, 2019
- Rosencrantz et Guildenstern sont morts de Tom Stoppard, 2019

### Acteur
- Le Nouvel Appartement de Carlo Goldoni, mise en scène de Luigi Squarzina, 1973
- L'Exception et la Règle de Bertolt Brecht, mise en scène de Gianni Fenzi, 1973
- Le Cercle de craie caucasien de Bertolt Brecht, mise en scène par Luigi Squarzina, 1974
- Feu Mathias Pascal de Tullio Kezich, mise en scène par Luigi Squarzina, 1974
- Il Tartufo, ovvero vita amori autocensura e morte del signor Molière nostro contemporaneo, mise en scène de Luigi Squarzina, 1975
- Hamlet de William Shakespeare, mise en scène Benno Besson, Vérone, 1994
- La Nuit des rois de William Shakespeare, mise en scène de Franco Branciaroli, Vérone, 1995
- Moi d'Eugène Labiche et Édouard Martin, mise en scène Benno Besson, 1996
- Le Tartuffe ou l'Imposteur de Molière, mise en scène par Benno Besson, 2000
- Le Revizor de Nicolas Gogol, mise en scène par Matthias Langhoff, 2001
- Philoctète de Heiner Müller, mise en scène de Matthias Langhoff, 2003
- L'Alchimiste de Ben Jonson, mise en scène par Jurij Ferrini, 2004
- Le Centaure de Giovan Battista Andreini, mise en scène par Luca Ronconi, 2004